# (2857) NOT
(2857) NOT – planetoida z pasa głównego asteroid okrążająca Słońce w ciągu 3,72 lat w średniej odległości 2,4 j.a. Odkrył ją Liisi Oterma 17 lutego 1942 roku w obserwatorium w Turku. Nazwa planetoidy pochodzi od teleskopu Nordic Optical Telescope (NOT) zainstalowanego na wyspie La Palma.